# 哈尼亚专区
哈尼亚专区（希臘語：Περιφερειακή ενότητα Χανίων），是希腊克里特大区的一个专区，位于克里特岛的最西端，北臨克里特海，西臨地中海，西北隔安迪基西拉海峡與安迪基西拉岛相望。首府为哈尼亚。专区面积为2,376平方公里，2011年人口数量为156,585人。

## 行政
在2011年卡利克拉提斯改革方案中，希腊所有州份被取消。原哈尼亚州作为整体设立为哈尼亚专区。哈尼亚专区下分为7个市镇（括号内为地图中的数字）：
- 阿波科罗纳斯（2）
- 哈尼亚（1）
- 加夫佐斯（3）
- 坎达诺斯-塞利诺（4）
- 基萨莫斯（5）
- 普拉塔尼亚斯（6）
- 斯法基亚（7）